# Municipio de Wilmington (Kansas)
El municipio de Wilmington (en inglés: Wilmington Township) es un municipio ubicado en el condado de Wabaunsee en el estado estadounidense de Kansas. En el año 2010 tenía una población de 716 habitantes y una densidad poblacional de 4,78 personas por km².

## Geografía
El municipio de Wilmington se encuentra ubicado en las coordenadas 38°48′16″N 96°6′13″O / 38.80444, -96.10361. Según la Oficina del Censo de los Estados Unidos, el municipio tiene una superficie total de 149.86 km², de la cual 149,39 km² corresponden a tierra firme y (0,32 %) 0,48 km² es agua.

## Demografía
Según el censo de 2010, había 716 personas residiendo en el municipio de Wilmington. La densidad de población era de 4,78 hab./km². De los 716 habitantes, el municipio de Wilmington estaba compuesto por el 96,51 % blancos, el 0,84 % eran afroamericanos, el 0,14 % eran amerindios, el 0,14 % eran asiáticos, el 0,56 % eran de otras razas y el 1,82 % eran de una mezcla de razas. Del total de la población el 0,98 % eran hispanos o latinos de cualquier raza.